# آنتونیو دا سانگالو یانگر
 آنتونیو دا سانگالو یانگر (انگلیسی: Antonio da Sangallo the Younger؛ ۱۲ آوریل ۱۴۸۴ – ۳ اوت ۱۵۴۶) یک معمار اهل ایتالیا بود.